# Solly March
Solomon Benjamin March (Eastbourne, 20 de julho de 1994) é um futebolista profissional inglês que atua como meia ofensivo ou ponta-direita.

## Carreira
Solly March começou na base Brighton & Hove Albion.

## Títulos
Brighton & Hove Albion
- EFL Championship: Vice - 2016–17